# Derby (calcio)
Nel corrente utilizzo giornalistico e popolare, si definisce derby una partita di calcio giocata tra due squadre della stessa città o regione. Il termine italiano corrispondente è partita stracittadina o, più comunemente, anche solo stracittadina. Per estensione, il termine derby viene utilizzato per riferirsi ad un incontro molto sentito fra squadre che appartengono ad una comune entità geografica o che hanno accese rivalità agonistiche tra loro.

## Origini
Secondo il Wimbledon Football Supporters' Handbook, i giochi di Shrove Tuesday (martedì grasso) iniziarono nel XVIII secolo. Il più famoso ebbe luogo a Derby quando i giovani della parrocchia di All Saints sfidarono quelli della vicina Saint Peter. Parteciparono tutti gli uomini di età superiore ai 18 anni, cercando di portare la palla da una parrocchia all'altra. Nel 1731 il sindaco fece un inutile tentativo di sopprimere il gioco, ripetuto ogni anno dai suoi successori fino al 1848. Da quel momento il nome «derby» fu attribuito a qualsiasi partita di calcio giocata con feroce campanilismo tra club vicini.

## Elenco di derby

### Nazionali
Albania
- Classico d'Albania: Tirana-Vllaznia
- Derby di Tirana:
  - I: Partizani Tirana-Dinamo City
  - II: Tirana-Dinamo Tirana
  - III: Partizani Tirana-Tirana
- Derby della Musacchia: Apolonia Fier-KS Lushnja
- Coriza-Tirana: Skënderbeu-Partizani Tirana/Dinamo City/Tirana
- Valona-Coriza: Flamurtari Vlorë-Skënderbeu
- Elbasan-Tirana: KS Elbasani-Tirana
- Tirana-Durazzo: Partizani Tirana-KF Teuta

 Algeria
- Derby di Algeria: MC Alger - USM Alger
- Clásico algerino: MC Alger-JS Kabylie
- Derby di Costantina: CS Constantine - MO Constantine
- Derby di Orano: MC Oran - ASM Oran
- JS Kabylie-ES Sétif
- Derby de la Soummam: JSM Béjaïa-MO Béjaïa

 Arabia Saudita
- Saudi El Clasico: Al-Hilal - Al-ittihad
- Derby di Riad: Al-Hilal - Al-Nassr
- Derby di Gedda: Al-ittihad - Al-Ahli

 Argentina

- Superclásico: Boca Juniors-River Plate[4][5]
- Derby di Avellaneda: Independiente-Racing[6][7]
- Clásico de barrío: Huracán-San Lorenzo de Almagro[8]
- Clásico rosarino: Newell's Old Boys-Rosario Central[9][10]
- Clásico platense: Estudiantes de La Plata-Gimnasia y Esgrima La Plata[11][12]
- Clásico del oeste: Ferro Carril Oeste-Vélez Sársfield[13]
- Clásico santafesino: Colón-Unión[14]
- Clásico cordobés: Belgrano-Talleres[15]
- Clásico tucumano: San Martin de Tucuman-Club Atlético Tucumán
- Derby di Córdoba: Instituto-Racing de Córdoba[16]
- Clásico del Sur: Banfield - Lanús
- Clásico de Villa Crespo: Atlanta - Chacarita Juniors
- Superclásico del Ascenso: All Boys-Nueva Chicago

 Australia
- Derby di Melbourne: Melbourne Victory-Melbourne City
- Derby di Sydney: Sydney FC-Western Sydney

 Austria
- Derby di Vienna: Austria Vienna-Rapid Vienna[17]
- Derby di Graz: Grazer AK-Sturm Graz[18]
- Derby di Linz: Blau-Weiß Linz-LASK[19]
- Derby occidentale: Wacker Innsbruck-Austria Salisburgo
- Derby dell'Amore: First Vienna FC-Wiener Sportklub
- Derby di Lustenau: Austria Lustenau-FC Lustenau
- Derby del Vorarlberg: Austria Lustenau/FC Lustenau vs FC Dornbirn vs Schwarz-Weiß Bregenz vs SCR Altach
- Derby del Niederösterreich: SKN Sankt Pölten-Admira Wacker
- Pack-Derby: Wolfsberger AC-Sturm Graz

 Belgio

- Clásico: RSC Anderlecht-Standard Liège
- Topper: RSC Anderlecht-Club Brugge
- Battaglia delle Fiandre: Club Brugge-KAA Gent
- Derby di Vallonia: Standard Liège-RSC Charleroi
- Derby di Bruges: Club Brugge-Cercle Brugge[20]
- Derby di Anversa: Antwerp-Germinal Beerschot[21]
- Derby di Bruxelles: RWDM47 vs RSC Anderlecht vs Union Saint-Gilloise
- Derby di Charleroi: Olympic Charleroi vs RSC Charleroi
- Derby di Gent: KAA Gent-Racing Genk
- Derby di Liegi: RFC Liégeois-Standard Liège
- Mechelse derby: Mechelen-Racing Mechelen[22]
- Derby delle Fiandre occidentali: Gent-Lokeren-Temse
- Derby di Wase: Beveren/Waasland-Beveren-Sporting Lokeren[23]

 Bielorussia
- Derby di Minsk: Dinamo Minsk-Partizan Minsk/Torpedo Minsk
- Classico Bielorusso: Dinamo Minsk-BATĖ FC
- Derby di Brėst: Dinamo Brest-Ruch
- Dinamo Derby: Dinamo Minsk-Dinamo Brèst

 Bolivia
- Derby di La Paz: Club Bolívar-The Strongest
- Derby di Santa Cruz de la Sierra: Oriente Petrolero-Blooming
- Derby di Cochabamba: Wilstermann-Club Aurora
- Derby di Potosi: Real Potosi-Nacional Potosi

 Bosnia ed Erzegovina
- Derby di Sarajevo: Sarajevo-Željezničar[24]
- Derby della Piccola Sarajevo: Sarajevo/Željezničar vs Olimpik/Slavija
- Derby di Mostar: Zrinjski-Velež
- Derby di Tuzla: Sloboda Tuzla-Tuzla City
- Derby di Travnik: Travnik-Novi Travnik
- Derby di Kakanj: Mladost Doboj Kakanj-Rudar Kakanj

 Brasile

- Battaglia del Nordest: EC Bahia-Sport Recife
- Clássico Alvinegro: Vasco da Gama-Botafogo
- Clássico dos Gigantes: Fluminense-Vasco da Gama[25]
- Clássico dos Milhões: Flamengo-Vasco da Gama[26]
- Fla-Flu o Clássico das Multidões: Flamengo-Fluminense[25][27]
- Clássico da Rivalidade: Botafogo-Flamengo
- Clássico Vovô: Botafogo-Fluminense[28]
- Choque Rei: Palmeiras-São Paulo[29]
- Derby Paulista: Corinthians-Palmeiras[30]
- Majestoso: Corinthians-São Paulo[31]
- San-São: Santos-São Paulo[32]
- Clássico dos tabus: Corinthians-Santos[33]
- Gre-Nal: Grêmio-Internacional[34]
- Ba-Vi: Bahia-Vitória[35]
- Clássico mineiro: Atlético Mineiro-Cruzeiro[36]
- Clássico das Multidões: Recife-Santa Cruz
- Clássico dos clássicos: Náutico-Recife[37]
- Clássico do Florianópolis: Figueirense-Avaí
- Clássico da Samoto: Sampaio Corrêa-Moto Club
- Clássico do Rei: ABC-América
- Derby del Re (Clássico-Rei): Fortaleza-Ceará
- Dérbi campineiro: Ponte Preta-Guarani[38]
- Atletiba: Atlético Paranaense-Coritiba[39]
- Paratiba: Coritiba-Paraná[40]
- Re-Pa o Clássico Rei da Amazônia: Paysandu-Remo[25][41]

 Bulgaria
- Derby di Sofia:
  - Derby eterno: CSKA Sofia-Levski Sofia[42]
  - Derby della Piccola Sofia: Slavia Sofia-Lokomotiv Sofia
  - Derby di Sofia Vecchia: Levski Sofia-Slavia Sofia
- Derby di Plovdiv: Botev Plovdiv-Lokomotiv Plovdiv[43]
- Derby della Nuova Bulgaria: CSKA Sofia/Levski Sofia-Ludogorec
- Derby della Tracia: Botev Plovdiv-Beroe Stara Zagora
- Derby di Varna: Spartak Varna-Černo More Varna
- Derby di Burgas: Černomorec Burgas-Neftohimik Burgas
- Derby del Nord: Etăr Veliko Tărnovo-Lokomotiv Gorna Orjahovica
- Derby del Nordovest: Montana-Botev Vraca
- Derby dei ferrovieri: Lokomotiv Plovdiv-Lokomotiv Sofia
- Derby del Distretto di Kjustendil: Velbăžd Kjustendil-Marek Dupnica
- Derby del Sudovest: Pirin Blagoevgrad-Vihren Sandanski-Belasica Petrič
- Derby del Nordest: PFK Šumen-Dobrudža Dobrič

 Canada
- Canadian Classique: CF Montréal-Toronto FC[44]
- Trillium Cup: Toronto FC-Columbus Crew
- Cascadia Cup: Portland Timbers vs Seattle Sounders FC vs Vancouver Whitecaps FC
- Cavalry-Forge: Cavalry-Forge
- 905 Derby: Forge-York Utd[45]
- Al Classico: Cavalry-FC Edmonton[46]

 Cile

- Superclásico: Colo-Colo-Universidad de Chile[47]
- Clásico universitario: Universidad Católica-Universidad de Chile[48]
- Colo Colo-Universidad Católica
- Clásico de Colonias: Union Espanola vs Palestino vs Audax Italiano La Florida
- Clásico porteño: Everton de Viña del Mar-Santiago Wanderers[49]

 Cina
- Derby Nazionale: Beijing Guoan-Shanghai FC
- Derby di Pechino: Beijing Guoan vs Beijing BSU vs Beijing BIT
- Derby di Sciangai: Shanghai FC-Shanghai Port
- Derby di Canton: Guangzhou FC-Guangzhou City
- Derby di Wuhan: Wuhan FC-Wuhan Three Towns

 Cipro
- Derby di Nicosia: Apoel Nicosia-Omonia Nicosia
- Derby di Limassol: Apollon Limassol vs AEL Limassol vs Aris Limassol
- Derby di Famagosta: Anorthōsī Ammochōstou vs Nea Salamina

 Colombia
- Superclásico Colombiano: Atlético Nacional-Millonarios
- Rivalidad entre Atlético Nacional-América de Cali
- Clásico añejo: Deportivo Cali-Los Millionarios
- Clásico vallecaucano: América de Cali-Deportivo Cali[50][51]
- Clásico antioqueño: Atlético Nacional-Independiente Medellín[52][53]
- Clásico capitalino: Los Millonarios-Santa Fe[54][55]
- Clásico de Oriente: Atlético Bucaramanga-Cúcuta Deportivo[56]
- Clásico Cafetero: Deportivo Pereira vs Once Caldas vs Deportes Quindio[57]
- Clásico del Tolima Grande: Club Deportes Tolima-Club Deportivo Atlético Huila
- Clásico Costeño: Atletico Junior vs Union Magdalena vs Real Cartagena

 Costa Rica
- Clásico nacional: Alajuelense-Deportivo Saprissa[58]
- Clásico provincial:
  - Alajuelense-Herediano
  - Herediano-Cartaginés
- Clásico del Buen Fútbol: Deportivo Saprissa-Herediano
- Clásico del Caribe: Limón-Santos de Guapiles
- Clásico de Occidente: Municipal Grecia-Ramonense
- Clásico de los Puertos: Limón-Puntarenas
- Derbi de la Ciudad de Alajuela: Alajuelense-Carmelita
- Derbi herediano: Herediano-Belén
- Derbi del Sur: Municipal de Pérez Zeledón-Puma Generaleña

 Croazia

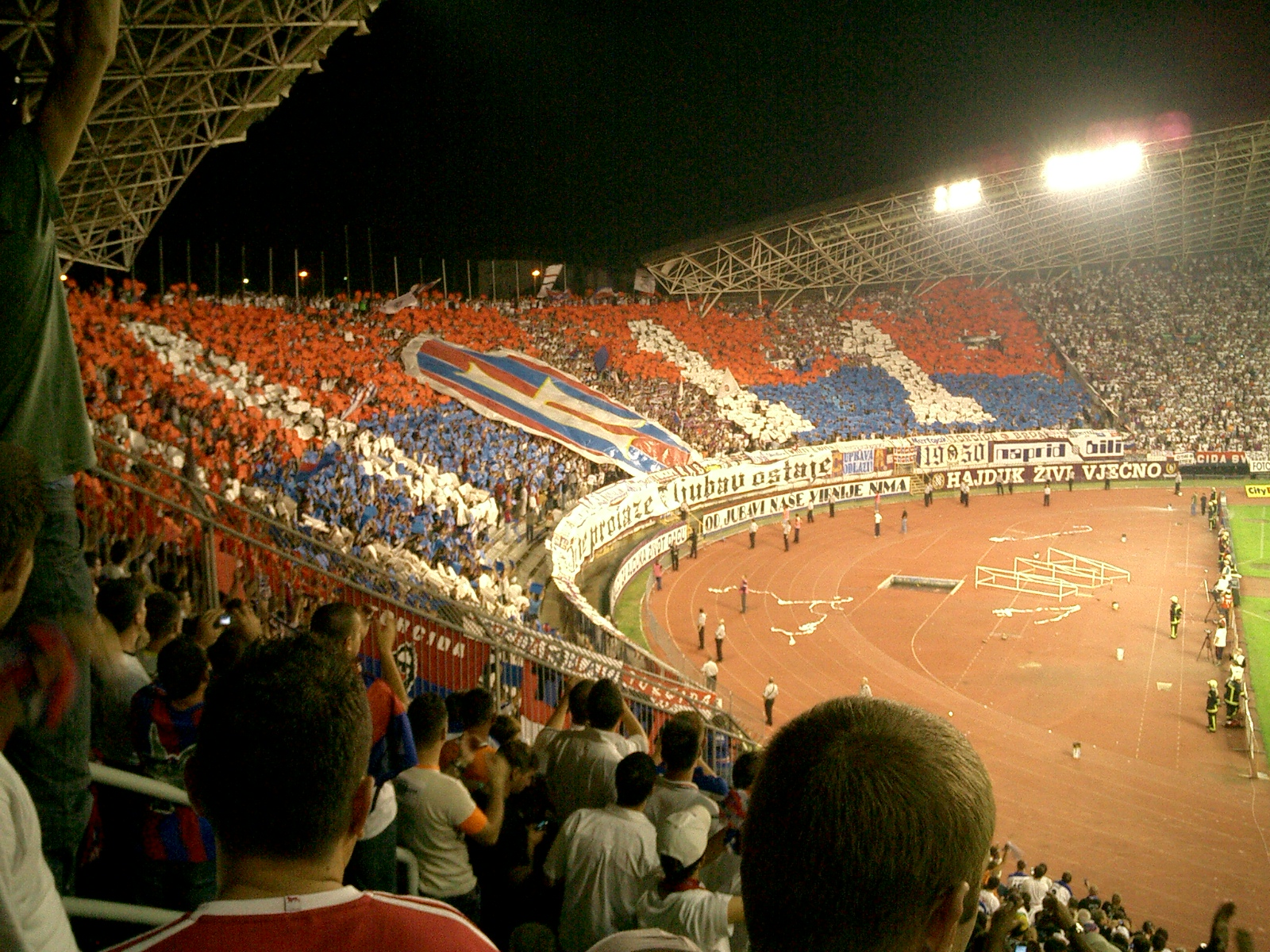
La curva dei tifosi dell'Hajduk durante il derby con la

- Vječni derbi ("o Klasika"): Dinamo Zagabria-Hajduk Spalato[59]
- Derby dell'Adriatico: Hajduk Spalato-NK Rijeka
- Derby della Dalmazia: HNK Sibenik-Hajduk Spalato
- Derby Dinamo-Rijeka: Dinamo Zagabria-NK Rijeka
- Derby della Slavonia: NK Osijek-Cibalia Vinkovci
- Derby di Zagabria: Dinamo Zagabria vs Lokomotiva Zagabria vs NK Zagabria[60]
- Derby di Spalato: RNK Spalato-Hajduk Spalato
- Derby della Učka: NK Rijeka-Istra 1961
- Derby di Fiume: Rijeka-Orijent

 Danimarca
- New Firm o Derby di Copenaghen: Brøndby-København[61][62]
- Rivali storici: Brøndby-Aarhus
- Battaglia dello Jutland: Aalborg-Aarhus
- Battaglia dell'odio: Viborg-Midtjyland
- Battaglia della Zelanda settentrionale: Nordsjælland-Lyngby
- El Plastico: Nordsjælland-Silkeborg
- Battaglia di Fionia: Odense-B1909

 Ecuador
- Clásico del Astillero: Barcelona-Emelec[63][64]
- Superclásico de Quito: Aucas-LDU Quito
- Clásico capitalino: LDU Quito-Deportivo Quito
- Clásico dell'Austro: Deportivo Cuenca-LDU Loja
- Clásico cuencano: Deportivo Cuenca-LDU Cuenca
- Clásico manabita: LDU Portoviejo-Delfín
- Clásico del pueblo: Aucas-Deportivo Quito
- Clásico ambateño: Macará-Técnico Universitario
- Clásico universitario: LDU Quito-Universidad Católica

 Egitto
- Derby del Cairo: Al Ahly-Zamalek[65][66]
- Derby del Canale: Ismaily SC-Al-Masry
- Al Ahly-Al-Masry
- Al Ahly-Pyramids FC
- Zamalek-Pyramids FC
- Derby d'Alessandria: Al-Ittihad Al-Iskandary-Smouha SC
- Derby di El-Mahalla: Ghazl El-Mehalla-Baladeyet El Mehalla
- Derby di Mit Okba: Zamalek-Tersana SC
- Derby costiero: Al-Ittihad Al-Iskandary-Ismaily SC
- Classico del Mediterraneo: Al-Ittihad Al-Iskandary-Al-Masry

 Finlandia
- Derby di Helsinki ("Stadin Derby"): HJK-HIFK
- Derby di Kokkola: KPV-GBK
- Derby di Rauma: FC Rauma-Pallo-Iirot
- Derby di Turku: Inter Turku-Turun Palloseura
- Derby di Oulu: AC Oulu-OPS
- Derby di Tampere: Ilves-TPV

 Francia

- Le Classique: Olympique de Marseille-Paris Saint-Germain Football Club
- Choc des Olympiques: Olympique Lyonnais-Olympique de Marseille
- Olympique de Marseille-St.Étienne
- Derby del Rodano: Saint-Etienne-Olympique Lyonnais
- Derby bretone: Stade Rennais vs Nantes vs. Guingamp vs. Lorient vs. Stade Brestois vs. Quimper vs. Saint-Malo vs. Vannes[67]
- Derby della Costa Azzurra: Monaco-Nizza[68]
- Derby lorenese: Metz-Nancy[69]
- Derby della Loira: Angers-Nantes
- Derby del Nord: Lens-Lilla[70]
- Derby di Ajaccio: Ajaccio e GFC Ajaccio
- Derby della Corsica: Ajaccio e SC Bastia
- Derby dell'Occitania: Montpellier-Toulouse

 Galles

= Campionati FA =
- South Wales derby:
  - I: Cardiff City-Swansea City[71]
  - II: Cardiff City-Newport County

= Campionati FAW-CBDC =
- Derby dell'Anglesey: Llanfairpwll-Llangefni Town
- Derby del Gwynedd: Bangor City vs. Caernarfon Town vs. Porthmadog
- Derby dell'A40: Haverfordwest County-Carmarthen Town
- Derby del Flinshire: Connah's Quay Nomads-Flint Town United

  Ghana 
- Derby del Ghana: Accra Hearts of Oak Sporting Club-Asante Kotoko Sporting Club
- Derby della Capitale: Accra Hearts of Oak Sporting Club-Accra Great Olympics Football Club
- Derbu di Kumasi: Asante Kotoko Sporting Club-King Faisal Football Club

 Georgia
- Derby di Georgia: Dinamo Tbilisi-Torpedo Kutaisi
- Derby di Tbilisi: Dinamo Tbilisi-Lokomotivi Tbilisi

 Germania

- Der Klassiker: Bayern Monaco-Borussia Dortmund[72]
- Derby di Monaco di Baviera: Bayern Monaco-Monaco 1860[73]
- Nord-Süd-Gipfel: Bayern Monaco-Amburgo
- Südderby: Bayern Monaco-Stoccarda
- Preussen Derby: Borussia Dortmund-Borussia M'gladbach
- Revierderby: Borussia Dortmund-Schalke 04[74]
- Rhein-Derby: Borussia M'gladbach-Colonia[75]
- Derby di Amburgo: Amburgo-St. Pauli[76]
- Nordderby: Amburgo-Werder Brema
- Grenzlandderby: Preußen Münster-Osnabrück
- Südwestderby: Kaiserslautern/Kickers Offenbach-Waldhof Mannheim
- Politisches Derby: Hansa Rostock-St. Pauli
- Derby di Berlino: Hertha Berlino - Union Berlino
- Derby di Baviera: Bayern Monaco - Augusta

 Giappone
- Derby di Tokyo: FC Tokyo-Tokyo Verdy[77]
- Derby di Osaka: Gamba Osaka-Cerezo Osaka
- Derby di Saitama: Urawa Red Diamonds-Omiya Ardija
- Gamba-Urawa: Urawa Red Diamonds-Gamba Osaka
- Derby di Yokohama: Yokohama FC-Yokohama F·Marinos
- Derby del Michinoku: Vegalta Sendai-Montedio Yamagata
- Ōu Honsen: Blaublitz Akita-Montedio Yamagata
- Derby di Fukuoka: Avispa Fukuoka-Giravanz Kitakyushu
- Derby di Shizuoka: Júbilo Iwata-Shimizu S-Pulse
- Derby di Chiba: Kashiwa Reysol-JEF United
- Derby dello Shinshū: Matsumoto Yamaga-AC Nagano Parceiro

 Grecia

- Derby degli eterni nemici: Olympiacos-Panathīnaïkos[78]
- Derby di Atene: Panathinaikos-AEK Atene; Olimpiakos-AEK Atene[79][80]
- Derby della Grecia settentrionale: Arīs Salonicco-PAOK[81]
- Derby di Salonicco: Arīs Salonicco/PAOK-Iraklis
- Derby delle aquile bicefale: AEK Atene-PAOK
- Derby di Larissa: AEL Larissa-Apollon Larissa

 Guatemala
- El Clásico Chapin: Comunicaciones-Municipal

 Honduras
- Honduran Superclásico: Olimpia-Motagua
- Clásico Sampedrano: Real España-Marathón
- El Clásico Ceibeño: Vida-Victoria

 India
- Derby di Calcutta: Mohun Bagan-East Bengal

 Indonesia
- Super East Java derby: Persebaya - Arema FC
- Indonesian El Clásico: Persib - Persija

 Inghilterra

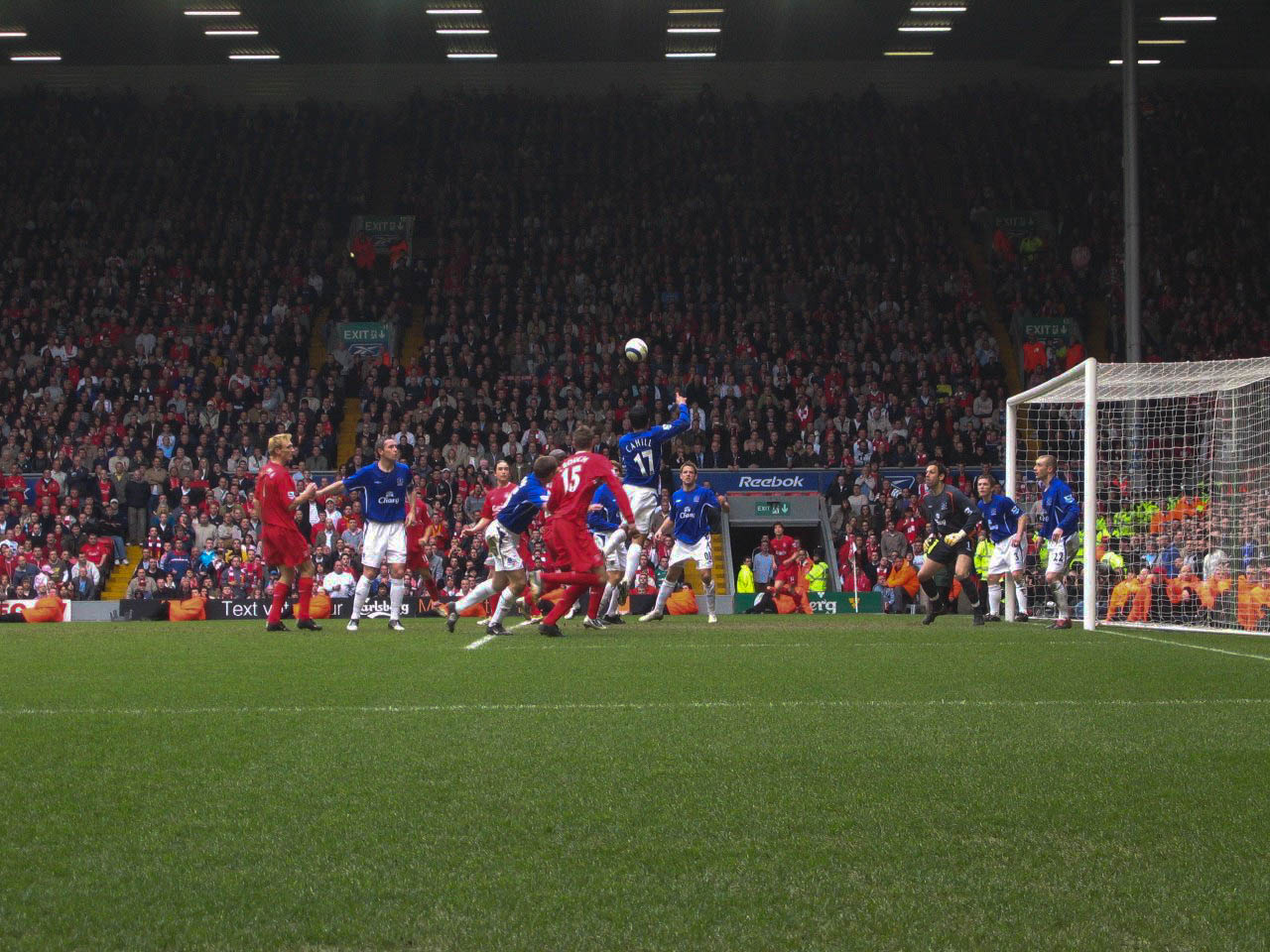
Fase di gioco del Merseyside derby tra Everton e Liverpool

- Derby d'Inghilterra (o The Classic): Liverpool-Manchester United
- The Big Ben Derby: Arsenal-Chelsea
- Black Country Derby: West Bromwich Albion-Wolverhampton Wanderers[82]
- Derby di Birmingham o Second City derby: Aston Villa-Birmingham City[83]
- Derby di Bristol: Bristol City-Bristol Rovers[84]
- Derby di Manchester: Manchester City-Manchester United[85][86]
- Derby di Nottingham: Nottingham Forest-Notts County[87]
- East Anglia derby: Ipswich Town-Norwich City[88]
- East Lancashire derby: Blackburn Rovers-Burnley[89]
- East London derby: West Ham-Millwall[90]
- East Midlands derby: Derby County-Nottingham Forest[91]
- Merseyside derby: Everton-Liverpool[92][93]
- M4 derby: Bristol City-Swindon Town
- M69 derby: Coventry City-Leicester
- North London derby: Arsenal-Tottenham[94]
- Steel City derby: Sheffield United-Sheffield Wednesday[95]
- South Coast Derby: Portsmouth-Southampton[96]
- Tyne-Wear (o North East) derby: Newcastle United-Sunderland[97][98]
- West Lancashire Derby: Blackpool-Preston North End[99]
- West London Derby: Chelsea - Fulham FC; Chelsea - QPR; Chelsea - Brentford FC; Fulham FC - QPR; Fulham FC - Brentford FC; QPR - Brentford FC

 Iran
- Derby di Teheran: Esteghlal-Persepolis[100]
- Derby di Esfahan: Sepahan-Zob Ahan
- El Shahino: Persepolis/Esteghlal-Sepahan
- El Gilano: Malavan-Damash/Sepidrood[101]
- Derby di Mashhad: Aboomoslem vs. Siah Jamegan vs. Payam Mashhad vs. Shahr Khodro

  Irlanda 

- Derby di Dublino: 
  - Dublin Derby: Shamrock Rovers Football Club - Bohemian Football Club;
  - Northside Derby: Bohemian Football Club-Shelbourne Football Club;
  - Luas Derby: Shamrock Rovers Football Club-St Patrick's Athletic Football Club
  - Red Derby: Shelbourne Football Club - St Patrick's Athletic Football Club;
  - Ringsend Derby: Shamrock Rovers Football Club-Shelbourne Football Club
  - City Derby: Bohemian Football Club-Shelbourne Football Club
- Derby del Munster: Cork City Football Club - Limerick Football Club
- Derby del Nordovest: Derry City Football Club-Finn Harps Football Club
- Derby del Louth: Drogheda United Football Club-Dundalk Football Club
- Derby del Connacht: Galway United Football Club-Sligo Rovers Football Club

 Irlanda del Nord

- Big two derby: Glentoran-Linfield[102]

 Islanda
- Derby di Reykjavík: KR vs Valur Reykjavík vs Fram Reykjavík vs Vikingur Reykjavík vs Fjölnir vs Fylkir
- Derby di Kópavogur: Breiðablik-HK
- Derby di Hafnafjörðurr: FH-Haukar
- Derby di Akureyri: KA-Þór Akureyri

 Israele

- Derby di Haifa: Hapoel Haifa-Maccabi Haifa[103]
- Derby di Tel Aviv: Hapoel Tel Aviv-Maccabi Tel Aviv[104]
- Derby di Gerusalemme: Beitar Gerusalemme-Hapoel Jerusalem
- Derby politico: Hapoel Tel Aviv-Beitar Gerusalemme
- Derby religioso-etnico: Ihud Bnei Sakhnin-Beitar Gerusalemme
- Derby di Sharon: Maccabi Netanya-Hapoel Kfar Saba

 Italia

- Derby d'Italia: Juventus-Inter[105]
- Derby Nazionale: Juventus-Napoli[106]
- Derby del Nord: Juventus-Milan
- Derby della Madonnina: Inter-Milan[107][108]
- Derby della Mole: Torino-Juventus[109]
- Derby della Capitale: Lazio-Roma[110]
- Derby della Lanterna: Genoa-Sampdoria[111]
- Derby della Scala: Hellas Verona-Chievo Verona[112]
- Derby del Veneto: Hellas Verona-Vicenza[113]
- Derby del Friuli Venezia Giulia: Triestina-Udinese
- Derby del riso: Pro Vercelli-Novara
- Derby della Provincia di Alessandria: Alessandria-Casale[114]
- Derby della Riviera di Levante: Virtus Entella-Spezia
- Derby del Tigullio: Virtus Entella-Sestri Levante
- Derby del Ticino: Novara-Pro Patria[115]
- Derby del Lario: Como-Lecco
- Derby della Brianza: Como-Monza
- Derby dell'Altomilanese: Legnano-Pro Patria[116]
- Derby dell'Insubria: Como-Varese
- Derby della Valassina: Monza-Pro Sesto
- Derby Nerazzurro: Inter-Atalanta
- Derby Lombardo: Atalanta-Brescia[117]
- Derby del Violino: Brescia-Cremonese
- Derby di Crema: AC Crema-Pergolettese
- Derby del Po: Cremonese-Piacenza-[118]
- Derby di Piacenza: Piacenza-Pro Piacenza
- Derby del Ducato: Piacenza-Parma[119]
- Derby dell'Enza o Derby del Grana: Parma-Reggiana
- Derby dell'Emilia o Derby emiliano: Bologna-Parma
- Derby La secchia rapita: Bologna-Modena[120]
- Derby del Braglia o Derby della Provincia di Modena: Modena-Sassuolo
- Derby della Romagna: Cesena-Rimini e Cesena-Ravenna
- Derby dell'Appennino: Bologna-Fiorentina[121]
- Derby dell'Arno: Empoli-Fiorentina[122][123]
- Derby del Tirreno: Livorno-Pisa[124]
- Derby del Foro: Pisa-Lucchese
- Derby della Cintola: Pistoiese - Prato
- Derby dell'Etruria: Arezzo-Perugia
- Derby dell'Umbria: Perugia-Ternana
- Derby Umbro-Marchigiano o dell'Appennino centrale: Ternana-Ascoli[125]
- Derby del Tronto e del Piceno: Ascoli-Sambenedettese
- Derby delle Marche: Ancona-Ascoli
- Derby della Provincia di Macerata: Maceratese-Civitanovese
- Derby del Sole o Derby del Sud: Roma-Napoli[126][127]
- Derby del Basso Lazio: Latina-Frosinone[128]
- Derby d'Abruzzo: Giulianova-Teramo, Pescara-Chieti
- Derby dell'Adriatico: Ancona-Pescara, Bari-Pescara[129]
- Derby d'Apulia: Foggia-Bari
- Derby di Puglia: Bari-Lecce
- Derby del Salento: Lecce-Gallipoli, Lecce-Brindisi, Lecce-Taranto
- Derby della Bat: Fidelis Andria-Barletta
- Derby del Mezzogiorno: Bari-Napoli
- Derby della Campania: Avellino-Napoli, Avellino-Salernitana[130][131][132]
- Derby del Lungomare: Napoli-Salernitana
- Derby dei Liquori: Avellino-Benevento
- Derby dell'ex Provincia di Catanzaro: Catanzaro-Crotone
- Derby di Calabria: Catanzaro-Cosenza
- Derby dell'attuale Provincia di Catanzaro: Catanzaro-Vigor Lamezia
- Derby della Magna Grecia: Crotone-Reggina
- Derby dello Ionio: Taranto- Crotone
- Derby dello Stretto: Messina-Reggina[133]
- Derby delle Due Sicilie: Napoli-Palermo
- Derby dei vulcani: Napoli-Catania
- Derby della Sicilia Sud-orientale: Catania-Siracusa
- Derby della Sicilia Orientale: Catania-Messina
- Derby della Sicilia occidentale: Trapani-Palermo
- Derby di Sicilia: Palermo-Catania[134]
- Derby delle Isole: Palermo-Cagliari
- Derby di Sardegna: Cagliari-Torres
- Derby del Nord-Sardegna: Olbia-Torres
- Derby d’Ogliastra: Tortolì-Lanusei
- Derby della Costa Smeralda: Olbia-Arzachena
- Derby della Sardegna orientale: Olbia-Nuorese
- Derby di Gallura: Olbia-Tempio
- Derby delle due Torri: Turris-Savoia
- Derby del Vesuvio: Ercolanese-Portici
- Derby degli Scavi: Ercolanese-Pompei
- Derby d'Agro: Paganese-Nocerina
- Derby della Piana del Sole: Battipagliese-Ebolitana
- Derby del Trentino-Alto Adige: FC Südtirol-AC Trento
- Derby della Lucania: Potenza-Matera
- Derby della Murgia: Altamura-FBC Gravina
- Derby del Molise: Campobasso-Termoli
- Derby della Val Trompia: Lumezzane-Brescia
- Derby del Garda: Feralpisalò-Brescia

 Libano
- Derby di Beirut: Ansar-Nejmeh[135][136]
- Ahed-Ansar-Nejmeh-Safa[137]
- Derby armeno: Homenetmen-Homenmen[138]
- Derby della montagna: Akhaa Ahli Aley-Safa[139]
- Derby del Nord: Ijtimaii-Salam Zgharta-Tripoli[140][141]
- Derby del Sud: Chabab Ghazieh-Tadamon Tiro[142]
- Derby di Achrafieh: Racing Beirut-Sagesse[143]
- Derby di Tripoli: Ijtimaii-Tripoli[141]
- Derby di Tiro: Salam Tiro-Tadamon Tiro
- Derby di Dahieh: Bourj-Shabab Bourj-Shabab Sahel[144]
- Derby di Bar Elias: Nahda Bar Elias-Nasser Bar Elias[145]

 Malta
- Derby di Valletta: Valletta-Floriana[146]
- Old Firm di Malta: Floriana-Sliema Wanderers[147]

 Marocco

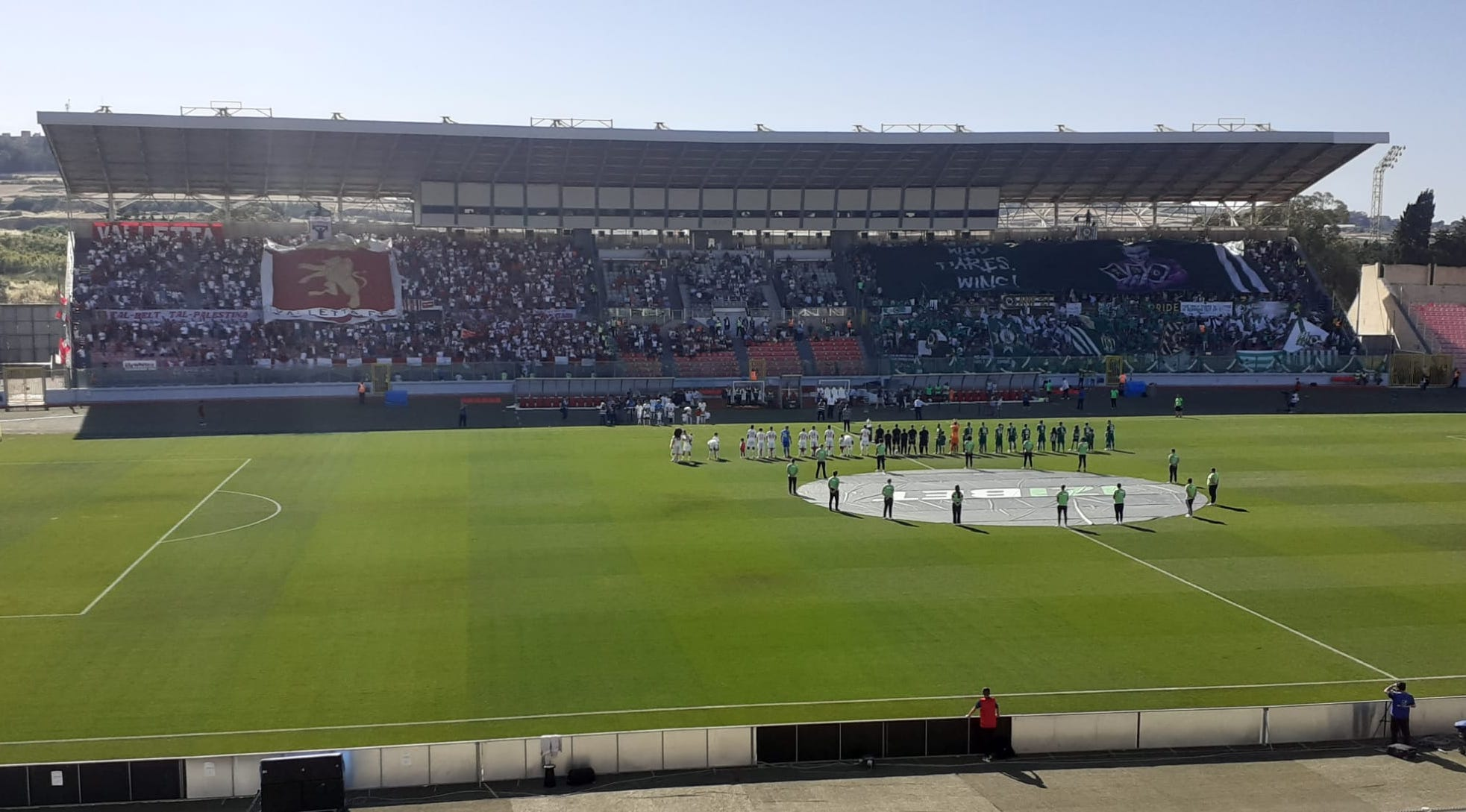
e in campo per la finale di Coppa di Malta 2022

- Classico Marocchino: FAR Rabat-Raja Casablanca-Wydad AC
- Derby di Casablanca: Raja Casablanca-Wydad AC
- Derby della Capitale: FAR Rabat-FUS Rabat
- Derby di Fès: Wydad de Fès-MAS

 Messico
- Clásico de clásicos (o El Superclásico): América-Chivas Guadalajara[148]
- Clásico joven: América-Cruz Azul[149]
- Clásico capitalino: América-UNAM
- Clásico universitario: UNAM-Universidad de Guadalajara
- Clásico regiomontano: Monterrey-Tigres UANL[150]
- Clásico tapatio: Atlas-Chivas Guadalajara[151]
- Clásico del Sur: Puebla-Veracruz

 Norvegia
- Derby di Oslo ("Kampen om Oslo", La Battaglia di Oslo): Lyn-Vålerenga[152]
- Il Classico: Rosenborg-Brann
- Molde-Rosenborg
- Slaget om Nord-Norge: Bodø/Glimt-Tromsø[153]
- Ælv Classico: Strømsgodset-Mjøndalen
- Best i vest: Brann-Viking
- Derby di Aust-Agder: Arendal-Jerv
- Romeriksderbyet: Lillestrøm-Strømmen

 Paesi Bassi

- De Klassieker: Ajax-Feyenoord[154]
- De Topper: Ajax-PSV
- De Kraker: PSV-Feyenoord
- Derby van het Noorden: Groningen-Heerenveen
- (Grote) Noord-Hollandse derby: Ajax-AZ Alkmaar
- Rotterdamse derby: Excelsior-Feyenoord[155] e Feyenoord-Sparta Rotterdam[156]
- Zuid-Hollandse derby: Feyenoord-ADO Den Haag
- Hofstad vs. Hoofdstad: ADO Den Haag-Ajax
- Gelderse derby: NEC Nijmegen-Vitesse[157]
- Brabantse derby: NAC Breda-Willem II[158]
- Twentse derby: Heracles-Twente[159]
- Limburgse derby: Fortuna Sittard-MVV[160] e Roda-VVV-Venlo[161]

 Paraguay
- El Superclásico: Cerro Porteño-Olimpia[162]
- Clásico más añejo: Olimpia-Guaraní
- Clásico de Barrio Obrero: Cerro Porteño-Nacional

 Perù
- Superclásico: Alianza Lima-Universitario[163]
- Clásico Moderno: Deportivo Municipal-Universitario
- Universitario-Sporting Cristal
- Sporting Cristal-Alianza Lima
- Clásico del Sur: FBC Melgar-Cienciano
- Clásico de Ancash: José Gálvez-Sport Áncash

 Polonia

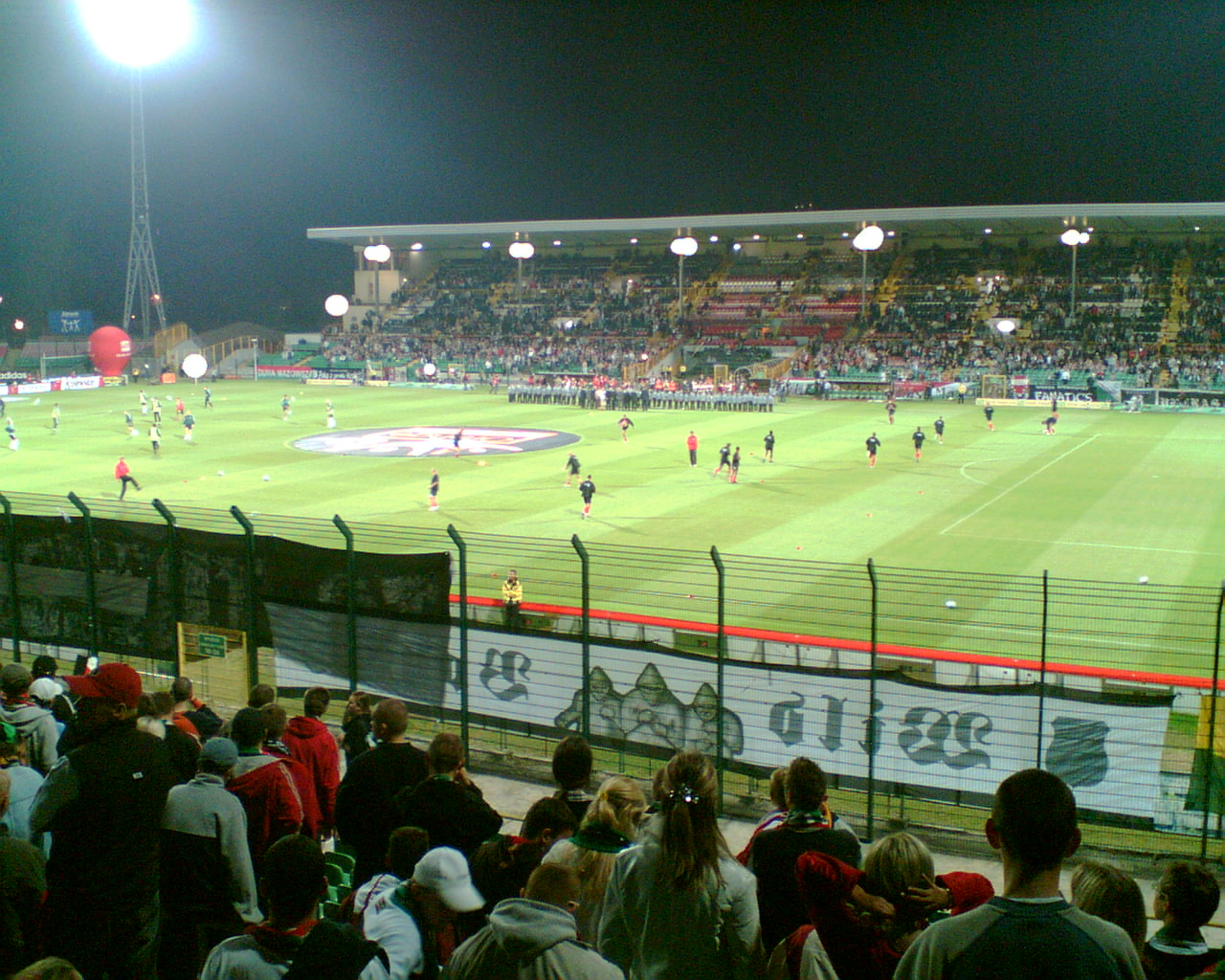
Il campo, prima del derby di Varsavia tra Legia e Polonia (1-0) del 2005

- Derby di Polonia: Legia Varsavia-Lech Poznań
- Wyzwanie władzy ("Lotta al Potere") o WW Derby: Śląsk Wrocław-Lech Poznań
- Swięta wojna ("La Guerra Santa") o Derby di Cracovia: Wisła Cracovia-KS Cracovia[164]
- Slesia vs Varsavia: Śląsk Wrocław-Legia Varsavia
- Grande Triade vs I Tre Re delle Grandi Città: Arka Gdynia/Cracovia Kraków/Lech Poznań-Lechia Gdańsk/Stal Mielec /Wisła Cracovia
- Derby di Varsavia: Legia Varsavia-Polonia Varsavia[165]
- Derby di Łódź: ŁKS Łódź-Widzew Łódź[166]
- Derby Trójmiasta: Arka Gdynia-Lechia Gdańsk
- Wielkie derby Lwowa: Pogoń Lwów-Czarni Lwów
- Wielkie derby Śląska: Górnik Zabrze-Ruch Chorzów[167]
- Derby Rzeszowa: Resovia-Stal Rzeszów

 Portogallo
- O Clássico: Benfica-Porto
- Derby de Lisboa: Benfica-Sporting Lisbona[168]
- Derby da Invicta: Boavista-Porto[169]
- Derby madeirense: Marítimo vs União vs Nacional[170]
- Derby minhoto: Sporting Braga-Vitória Guimarães[171][172]
- Derby della Piccola Lisbona: Belenenses-Atlético
- Derby dell'Algarve: SC Farense vs Olhanense vs Portimonense
- Leiria-Coimbra: União de Leiria-Académica
- Porto-Sporting

 Rep. Ceca
- Derby pražských S: Slavia Praga-Sparta Praga[173]
- Derby della Piccola Praga: Slavia Praga/Sparta Praga/Bohemians 1905 vs Dukla Praga vs Viktoria Zizkov
- Derby di Vršovice: Slavia Praga-Bohemians 1905
- Slavia Praga-Viktoria Plzen

 Romania
- Derby eterno: Dinamo Bucarest-Steaua Bucarest
- Derby di Bucarest: Steaua Bucarest-Rapid Bucarest
- Derby di Bucarest: Rapid Bucarest-Dinamo Bucarest
- Derby di Cluj: Universitatea Cluj-CFR Cluj
- Dervy di Vest: UTA Arad-Politehnica Timisoara
- Derby del Primus: Petrolul Ploiesti-Rapid Bucarest
- Derby di Moldova: Politehnica Iași-Oțelul Galați
- Derby di Maramures: Olimpia Satu Mare-Minaur Baia Mare
- Derby del ego: Dinamo Bucarest-Universitatea Craiova
- Derby di Oltenia: FCU Craiova-CSU Craiova
- Derby di Ploiesti: Petrolul Ploiesti-Astra Giurgiu
- Derby di Crisana: Bihor Oradea-UTA Arad
- Derby del Dunarea: Otelul Galati-Dacia Unirea Braila
- Derby di Dobrogea: Farul Constanta-Delta Tulcea
- Derby di Valle del Jiu: Jiul Petrosani-Corvinul Hunedoara
- Derby di Moldova centrale: FCM Bacau-Ceahlaul Piatra Neamt

 Russia

- Derby di Russia: Spartak Mosca-Dinamo Mosca
- Derby dell'Est: CSKA Mosca-Spartak Mosca
- Derby di Mosca: CSKA Mosca vs Spartak Mosca vs Dinamo Mosca vs Lokomotiv Mosca vs Torpedo Mosca
- Derby delle due capitali: CSKA Mosca/Spartak Mosca/Dinamo Mosca-Zenit San Pietroburgo
- Derby di San Pietroburgo: Dinamo San Pietroburgo/Tosno/Leningradec-Zenit San Pietroburgo
- Derby del Baltico: Zenit San Pietroburgo-Baltika

 Scozia

- Old Firm: Celtic FC-Rangers FC[174][175]
- Derby di Edimburgo: Hearts-Hibernian[176]
- New Firm: Aberdeen-Dundee United[177]
- Derby di Dundee: Dundee FC-Dundee United[178]

 Serbia
- Derby di Belgrado ("Večiti Derbi", Derby Eterno): Stella Rossa Belgrado-Partizan[179]
- Derby di Serbia: Vojvodina Novi Sad-Stella Rossa Belgrado/Partizan
- Derby di Novi Sad: Vojvodina Novi Sad-RFK Novi Sad
- Derby della Piana/Pianura ("Derbi nizije/ravnice"): Vojvodina Novi Sad-Spartak Subotica
- Derby della Serbia Meridionale: FK Dubočica-Radnički Niš
- Derby della Šumadija: FK Radnički-FK Smederevo
- Derby Politico: FK Rad-Novi Pazar

 Slovacchia
- Derby di Bratislava: Slovan Bratislava vs Inter Bratislava vs Petržalka[180]
- Derby Tradizionale ("Tradičné derby"): Slovan Bratislava-Spartak Trnava
- Derby di Cassovia: Lokomotíva Košice-VSS Košice

 Slovenia
- Derby Eterno ("Večni derbi"): NK Maribor-Olimpija Ljubljana
- Derby Del Litorale Sloveno: ND Gorica-FC Koper

 Spagna

- El Clásico: Barcelona-Real Madrid[181]
- El Viejo Clásico: Real Madrid-Athletic Club
- El Otro Clásico: Barcelona-Atlético Madrid
- Derbi madrileño: Atlético Madrid-Real Madrid[182]
- Derbi Barceloní: Barcelona-Espanyol[183]
- Derbi sevillano: Real Betis-Sevilla[184]
- Derby asturiano: Real Oviedo-Sporting de Gijón[185]
- Derby delle Canarie: Las Palmas-Tenerife[186]
- Derby della Galizia: Celta Vigo-Deportivo La Coruña[187]
- Derby dei Paesi Baschi: Athletic Bilbao-Real Sociedad[188]
- Derby di Valencia: Levante-Valencia[189]
- Derby dell'Andalusia orientale Granada-Málaga
- Derbi de la Comunitat: Valencia-Villareal
- Derby di Palma: Baleares-Maiorca
- Derby murciano: Real Murcia-Fc Cartagena
- Derbi del Cantábrico: Racing Santander-Athletic Club
- Derby del sud di Madrid: Getafe - Leganés

 Stati Uniti
- California Clásico: LA Galaxy-San Jose Earthquakes
- Derby di Los Angeles: Los Angeles FC-LA Galaxy
- Cascadia Cup: Portland Timbers vs Seattle Sounders vs Vancouver Whitecaps
- Derby della Florida: Inter Miami-Orlando City
- Atlantic Cup: D.C. United-N.Y. Red Bulls
- Hudson River Derby: New York City-N.Y. Red Bulls
- Derby di New York: N. Y. Cosmos-N. Y. Red Bulls
- Coffee Pot Cup: D.C. United-Charleston Battery
- Derby del Texas: Houston Dynamo-FC Dallas
- Derby dell'Ohio: FC Cincinnati-Columbus Crew
- Heritage Cup: San José-Seattle Sounders
- Rocky Mountain Cup: Real Salt Lake-Colorado Rapids
- Brimstone Cup: Chicago Fire-FC Dallas
- Lamar Hunt Pioneer Cup: FC Dallas-Columbus Crew
- Trillium Cup: Toronto FC-Columbus Crew

 Sudafrica
- Derby di Soweto: Kaizer Chiefs-Orlando Pirates[190]

 Svezia

- Tvillingderbyt: AIK-Djurgården[191]
- Derby di Stoccolma: AIK-Hammarby[192] e Hammarby-Djurgården[193]
- Derby di Göteborg: IFK Göteborg-GAIS, IFK Göteborg-BK Häcken, IFK Göteborg-Örgryte[194]
- Derby di Malmö: IFK Malmö-Malmö FF
- Derby di Scania: Malmö FF-Helsingborg[195]
- Derby del Västra Götaland: IF Elfsborg-IFK Göteborg
- IFK Göteborg-Malmö FF
- AIK-IFK Göteborg
- Hammarby-Malmö FF

 Svizzera
- Basilea-Zurigo: FC Basilea - Grasshoppers/Zurigo
- Derby di Zurigo: Grasshoppers - Zurigo[196]
- Derby di Berna: Young Boys - FC Thun
- Derby della Romandia: Sion - Losanna e Neuchâtel Xamax - Sion[197]
- Derby del Ticino: FC Chiasso vs FC Lugano vs AC Bellinzona[198]

 Thailandia
- Classico Thailandese: Muangthong United- Chonburi FC

  Tunisia 
- Derby di Tunisi: Club Africain-Espérance[199]
- Derby della Piccola Tunisi: Club Africain-Stade Tunisien
- El Classico: Espérance-ES Sahel
- Derby di Gabès: Stade Gabèsien-AS Gabès

 Turchia

- Derby di Istanbul ("Üç Büyükler", I Tre Grandi):
  - I: Derby intercontinentale ("Kıtalararası Derbi"): Fenerbahçe-Galatasaray[200]
  - II: Fenerbahçe-Beşiktaş
  - III: Beşiktaş-Galatasaray
- Derby di Smirne: Göztepe-Karsiyaka[201]
- Derby di Adalia: Alanyaspor-Antalyaspor Kulübü
- Derby di Adana: Adanaspor-Adana Demirspor
- Derby di Ankara: Gençlerbirliği-Ankaragücü

 Ucraina
- Derby d'Ucraina ("o Klasychnyy"): Futbol'nyj Klub Dynamo Kyïv - Futbol'nyj Klub Šachtar
- Derby di Chiovia: Futbol'nyj Klub Arsenal Kyïv - Futbol'nyj Klub Dynamo Kyïv
- Derby della Piccola Kiev: FC Obolon Kyiv - FC CSKA Kyiv
- Derby dell'Ovest: Futbol'nyj Klub Dnipro - Futbol'nyj Klub Metalist
- Derby del Boristene: Futbol'nyj Klub Dnipro - Futbol'nyj Klub Metalurh Zaporižžja
- Derby di Donec'k: Futbol'nyj Klub Šachtar - Futbol'nyj Klub Metalurh Donec'k
- Derby di Leopoli: Futbol'nyj Klub Lviv - Futbol'nyj Klub Karpaty
- Derby di Odessa: Futbol'nyj Klub Čornomorec' - Sportyvnyj Klub Odesa
- Derby di Zaporiggia: Futbol'nyj Klub Metalurh Zaporižžja - Futbol'nyj Klub Torpedo Zaporižžja
- Derby del Sud: Sportyvnyj Klub Tavrija Simferopol' - Futbol'nyj Klub Čornomorec'

 Ungheria
- Derby di Budapest:
  - I: Il Derby ("A Derbi"): Ferencváros-Újpest[202]
  - II: Derby Eterno ("Örökrangadó"): Ferencváros-MTK Budapest
  - III: Ferencváros/Újpest/MTK Budapest vs Vasas/Honvéd
- Derby di Giavarino: Gyirmót-Győri ETO
- Derby Budapest-Debrecen: Ferencváros/MTK Budapest/Honvéd-Debrecen
- Derby Ovest-Est: Fehérvár-Debrecen

 Uruguay
- El Superclásico: Nacional-Peñarol[203]
- Clásico de los Medianos: Danubio-Defensor Sporting
- Clásico de la Villa: Cerro-Rampla Juniors
- Clásico del Cerrito: Cerrito-Rentistas

## Internazionali

### Intercontinentali
- Derby d'Oceania:  Australia- Nuova Zelanda[204]
- Rivalità calcistica Argentina-Inghilterra:  Argentina- Inghilterra
- Derby dell'Ultima Distruzione:  Argentina- Germania
- Derby del Mondo:  Brasile- Italia
- Derby della Terra santa:  Israele- Palestina

### Zona AFC
- Derby Socceroos-Samurai Blue:  Australia- Giappone
- Derby Australia-Corea del Sud:  Australia- Corea del Sud
- Derby del Golfo Persico:  Arabia Saudita- Kuwait[205]
- Derby del Sud-Est Asiatico:  Birmania- Thailandia
- Derby del 19 maggio:  Cina- Hong Kong
- Derby della terra:  Cina- India
- Derby dell'Estremo oriente:  Cina- Giappone
- Konghanzheng:  Cina- Corea del Sud
- Derby Cina-Hong Kong:  Cina- Hong Kong
- Derby coreano:  Corea del Nord- Corea del Sud[206]
- Derby delle tigri asiatiche:  Giappone- Corea del Sud
- Derby India-Pakistan:  India- Pakistan
- Derby del Nusantara:  Indonesia- Malaysia[205]
- Derby Iran-Iraq:  Iran- Iraq
- Derby asiatico:  Iran- Corea del Sud
- Derby islamico:  Iran- Arabia Saudita
- Derby Iraq-Kuwait:  Iraq- Kuwait
- Derby Iraq-Arabia Saudita:  Iraq- Arabia Saudita
- Malaysia- Filippine
- Malaysia- Singapore
- Derby del Blocco: Qatar- Emirati Arabi Uniti
- Derby Thailandia-Vietnam:  Thailandia- Vietnam

### Zona CAF
- Derby nordafricano:  Algeria- Egitto[207]
- Derby Algeria-Nigeria:  Algeria- Nigeria
- Derby Burkina Faso-Costa d'Avorio:  Burkina Faso- Costa d'Avorio
- Derby Camerun-Egitto:  Camerun- Egitto
- Derby Camerun-Nigeria:  Camerun- Nigeria
- Derby RD Congo-Ghana:  RD del Congo- Ghana
- Derby RD Congo-Ruanda:  RD del Congo- Ruanda
- Derby del Jollof:  Ghana- Nigeria
- Derby dell'Africa occidentale:  Ghana- Costa d'Avorio
- Derby del Maghreb:
  -  Marocco- Algeria
  -  Marocco- Egitto
  -  Marocco- Tunisia
  -  Tunisia- Algeria
- Zambia- Sudafrica

### Zona CONCACAF
- Aztecazo:  Costa Rica- Messico
- Clásico centroamericano:  Costa Rica- Honduras
- Derby Costa Rica-Stati Uniti:  Costa Rica- Stati Uniti
- Derby olandese:  Aruba- Bonaire/ Curaçao- Suriname
- Derby nordamericano:  Canada- Stati Uniti
- Derby Canada-Honduras:  Canada- Honduras
- Derby Honduras-Messico:  Honduras- Messico
- Derby Haiti-Giamaica:  Haiti- Giamaica
- Derby dei Caraibi:  Giamaica- Trinidad e Tobago
- Derby della CONCACAF:  Messico- Stati Uniti[208]
- Guerra del calcio:  El Salvador- Honduras[209]

### Zona CONMEBOL
- Clásico rioplatense:  Argentina- Uruguay[210]
- Clásico tricolor (o Guerra Amarilla):  Ecuador- Colombia[205]
- Clásico de Los Andes:  Perù- Ecuador[205]
- Clásico del Pacífico:  Cile- Perù[211]
- Clásico de Simón Bolívar:  Colombia- Venezuela[205]
- Derby sudamericano (o Superclásico delle Americhe o Clásico del Atlántico):  Brasile- Argentina[212]
- Clásico del Rio Negro:  Brasile- Uruguay
- Derby Uruguay-Paraguay:  Uruguay- Paraguay
- Derby del Freddo Inferno:  Argentina- Cile

### Zona UEFA
- Derby del Kosovo:  Albania- Serbia
- Derby fraterno:  Albania- Kosovo
- Derby dell'Epiro o della Ciamuria: Albania- Grecia
- Derby del Caucaso:  Armenia- Azerbaigian
- Derby Armenia-Turchia:  Armenia- Turchia
- Derby Austria-Ungheria:  Austria- Ungheria
- Derby Austria-Svizzera:  Austria- Svizzera
- Derby turco:  Azerbaigian- Turchia[205]
- Derby dei Paesi Bassi:  Belgio- Paesi Bassi[213]
- Derby adriatico:  Croazia- Italia
- Derby dei Balcani:  Croazia- Serbia[214]
- Derby federale:  Rep. Ceca- Slovacchia
- Derby scandinavo 1:  Danimarca- Svezia[211]
- Derby scandinavo 2:  Danimarca- Norvegia[215]
- Derby scandinavo 3:  Danimarca- Finlandia[216]
- Derby scandinavo 4:  Danimarca- Islanda
- Derby scandinavo 5:  Svezia- Norvegia
- Derby scandinavo 6:  Svezia- Finlandia
- Derby scandinavo 7:  Svezia- Islanda
- Derby scandinavo 8:  Islanda- Norvegia
- Derby scandinavo 9:  Islanda- Finlandia
- Derby scandinavo 10:  Finlandia- Norvegia
- Derby del Grande Impero:  Inghilterra- Francia
- Derby delle Isole Britanniche:  Inghilterra- Irlanda
- The Auld Enemies:  Inghilterra- Scozia[211]
- Derby del Regno Unito:  Inghilterra- Galles
- Derby irlandese:  Irlanda del Nord- Irlanda
- Derby d'Inverno:  Finlandia- Russia
- Derby dell'Alto Reno:  Francia- Germania
- Derby francese:  Francia- Belgio
- Derby delle Alpi:  Francia- Italia[217]
- Battaglia dei Vigneti:  Francia- Portogallo
- Derby d'Europa:  Germania- Italia
- Derby Germania-Inghilterra:  Germania- Inghilterra
- Derby Germania-Olanda:  Germania- Paesi Bassi
- Derby di Prussia:  Germania- Polonia
- Derby Grecia-Bosnia:  Grecia- Bosnia ed Erzegovina
- Derby del Mar Egeo:  Grecia- Turchia[218]
- Derby dell'Epiro o della Ciamuria: Grecia- Albania
- Derby Israele-Turchia:  Israele- Turchia
- Derby italiano:  Italia- San Marino
- Derby del Mediterraneo:  Italia- Spagna[219]
- Derby di Valacchia:  Moldavia- Romania
- Derby del Congresso:  Polonia- Russia
- Derby Russia-Bosnia:  Russia- Bosnia ed Erzegovina
- Derby di Crimea:  Russia- Turchia
- Derby del Donbass:  Russia- Ucraina
- Derby gaelico:  Scozia- Galles
- Derby iberico:  Spagna- Portogallo[220]
- Derby dei Pirenei:  Spagna- Francia
- Derby del Danubio:  Ungheria- Romania

### Zona OFC
- Nuova Zelanda- Figi
- Papua Nuova Guinea- Nuova Zelanda
- Nuova Caledonia- Nuova Zelanda
- Polinesia francese- Nuova Caledonia
- Polinesia francese- Nuova Zelanda
- Samoa- Tonga

## Derby internazionali tra club
- Derby di Jugoslavia:  Stella Rossa -  Dinamo Zagabria[221]
- Rivalità Dinamo Kiev-Spartak Mosca:  Dinamo Kiev -  Spartak Mosca
- Derby "El Clajiko":  Pumas UNAM -  Kawasaki Frontale
- Tiroler Derby:  WSG Tirol -  FC Südtirol